# Viola rossii
Viola rossii Hemsl. – gatunek roślin z rodziny fiołkowatych (Violaceae). Występuje naturalnie w Chinach (w prowincjach Henan, Jiangxi, Liaoning, Szantung i Zhejiang), na Rosyjskim Dalekim Wschodzie (w Kraju Nadmorskim), Półwyspie Koreańskim oraz w Japonii. 

## Morfologia
PokrójBylina dorastająca do 6–16 cm wysokości, tworzy kłącza.
LiścieBlaszka liściowa ma kształt od owalnego do niemal nerkowatego. Mierzy 2–6 cm długości oraz 2–5 cm szerokości, jest piłkowana na brzegu, ma sercowatą nasadę i spiczasty wierzchołek. Ogonek liściowy jest nagi i ma 10–14 cm długości. Przylistki są od owalnych do lancetowatych i osiągają 5–8 mm długości.
KwiatyPojedyncze, wyrastające z kątów pędów. Mają działki kielicha o podługowato owalnym kształcie i dorastające do 7 mm długości. Płatki są odwrotnie jajowate i mają różowopurpurową barwę, dolny płatek jest łyżeczkowaty, mierzy 18-20 mm długości, posiada obłą ostrogę o długości 3-4 mm.
OwoceTorebki mierzące 12 mm długości, o elipsoidalnym kształcie.

## Biologia i ekologia
Rośnie w lasach, na łąkach i skarpach. 